# Пещера Ветров
Пеще́ра Ветро́в (англ. Cave of the Winds) — изначально грот, естественное углубление в скале за водной пеленой водопада «Фата» в комплексе Ниагарских водопадов, популярная смотровая площадка в XIX — первой половине XX века. Была уничтожена после массивного оползня в 1954 году. В настоящее время под тем же названием функционирует туристическая тропа вдоль ниагарского каньона, ведущая к подножию водопада.

## Первоначальная пещера
Грот был обнаружен в 1834 году двумя подростками, местными жителями, и в том же году указан в качестве одной из достопримечательностей Ниагарского водопада в путеводителе Джозефа Ингрехема. Согласно справочникам того времени, скалистая выемка имела ещё одно название: «пещера Эола», названная так в честь персонажа древнегреческой мифологии. Она была размером около 30 футов (9 м) в глубину, 100 футов (30 м) в ширину и 130 футов (40 м) в высоту.
За несколько лет до открытия, в 1829 году банкир из Филадельфии Николас Биддл (Nicolas Biddle) со стороны Козьего острова проложил на дно каньона деревянную винтовую лестницу, краями опиравшуюся на каменные стенки, по которой туристы могли достигнуть берега. Посетители пещеры сначала спускались по этой лестнице, а затем по тропе добирались до водопада, за стеной которого находился грот. Начиная с 1841 года, достопримечательность стала частью организованного и широко разрекламированного «северного тура» (англ. Northern Tour), куда помимо неё вошли путешествие на пароходе Maid of the Mist и посещение скалы Table Rock на канадском берегу. Свои ощущения после посещения Пещеры ветров описал Марк Твен, побывавший на водопаде в 1869 году:

Мы поползли по хлипким мосткам из цельной доски, моих спутников ограждали от падения дурацкие деревянные перила, за которые я цеплялся обеими руками — не от страха, просто мне так хотелось.
Вскоре спуск стал более крутым, мостик более хрупким; брызги Американского водопада всё чаще обрушивались на нас и вскоре стали настолько ослепительными, что пришлось двигаться в основном наощупь. Вдобавок из-за водопада подул яростный ветер, который, казалось, решил смести нас с моста, швырнуть на камни и бурлящие потоки под ними. Я поймал себя на мысли, что хочу домой, но было уже слишком поздно. Мы почти оказались под чудовищной стеной воды, грохочущей откуда-то сверху, и голос терялся в безжалостном грохоте. В какой-то момент проводник исчез за водяной завесой, и я последовал за ним, сбитый с толку от грохота, беспомощно гонимый ветром, и поражённый неистовыми брызгами дождя. Вокруг стало темно. Такой безумный шторм, рёв и схватка враждебных ветра и воды никогда раньше не сводили меня с ума. Я наклонил голову, и мне показалось, что целый Атлантический океан обрушился мне на спину. Казалось, что мир рушится. Я ничего не видел, так сильно лилась вода. Я поднял голову с открытым ртом, и большая часть Американского водопада влилась в мою глотку. Я бы пропал, если бы в этот момент во мне открылась течь. И тогда я обнаружил, что моста больше нет, и мы должны опереться на скользкие и крутые камни. Я был напуган так, как никогда в своей жизни, но всё обошлось. В конечном счёте мы выбрались на открытую площадку, где перед нами открылся вид крутого, пенистого и бурлящего потока низвергающейся воды.
Оригинальный текст (англ.)
We now began to creep along flimsy bridges of a single plank, our persons shielded from destruction by a crazy wooden railing, to which I clung with both hands - not because I was afraid, but because I wanted to. Presently the descent became steeper, and the bridge flimsier, and sprays from the American Fall began to rain down on us in fast increasing sheets that soon became blinding, and after that our progress was mostly in the nature of groping. Now a furious wind began to rush out from behind the waterfall, which seemed determined to sweep us from the bridge, and scatter us on the rocks and among the torrents below. I remarked that I wanted to go home; but it was too late. We were almost under the monstrous wall of water thundering down from above, and speech was in vain in the midst of such a pitiless crash of sound. In another moment the guide disappeared behind the deluge, and, bewildered by the thunder, driven helplessly by the wind, and smitten by the arrowy tempest of rain, I followed. All was darkness. Such a mad storming, roaring, and bellowing of warring wind and water never crazed my ears before. I bent my head, and seemed to receive the Atlantic on my back. The world seemed going to destruction. I could not see anything, the flood poured down so savagely. I raised my head, with open mouth, and the most of the American cataract went down my throat. If I had sprung a leak now I had been lost. And at this moment I discovered that the bridge had ceased, and we must trust for a foot- hold to the slippery and precipitous rocks. I never was so scared before and survived it. But we got through at last, and emerged into the open day, where we could stand in front of the laced and frothy and seething world of descending water, and look at it.
— English Festivities. And Minor Matters. Fishing. — Buffalo Express, August 28, 1869
В истории пещеры задокументированы два происшествия, связанные с гибелью людей. Первое из них произошло в 1857 году — тогда, после падения камней, были обнаружены фрагментированные останки одного или нескольких человек. В сентябре 1920 года на ведущей к пещере тропе случился ещё один камнепад, убивший трёх и тяжело ранивший двух туристов, после чего этот популярный аттракцион закрыли на несколько лет. В 1924 году достопримечательность вновь открылась для посетителей, в 1927 году лестницу Биддла заменили лифтом. 28 июля 1954 в районе грота массивный оползень обрушил 185 тыс. скалистого грунта в Ниагару, помимо прочего уничтоживший большую часть расположенной рядом смотровой площадки Prospect Point. Несколько недель спустя специалисты пришли к выводу, что свод пещеры покрылся трещинами и представляет опасность для жизни. Остатки скалы вместе с гротом взорвали с помощью динамита.

## Современный маршрут

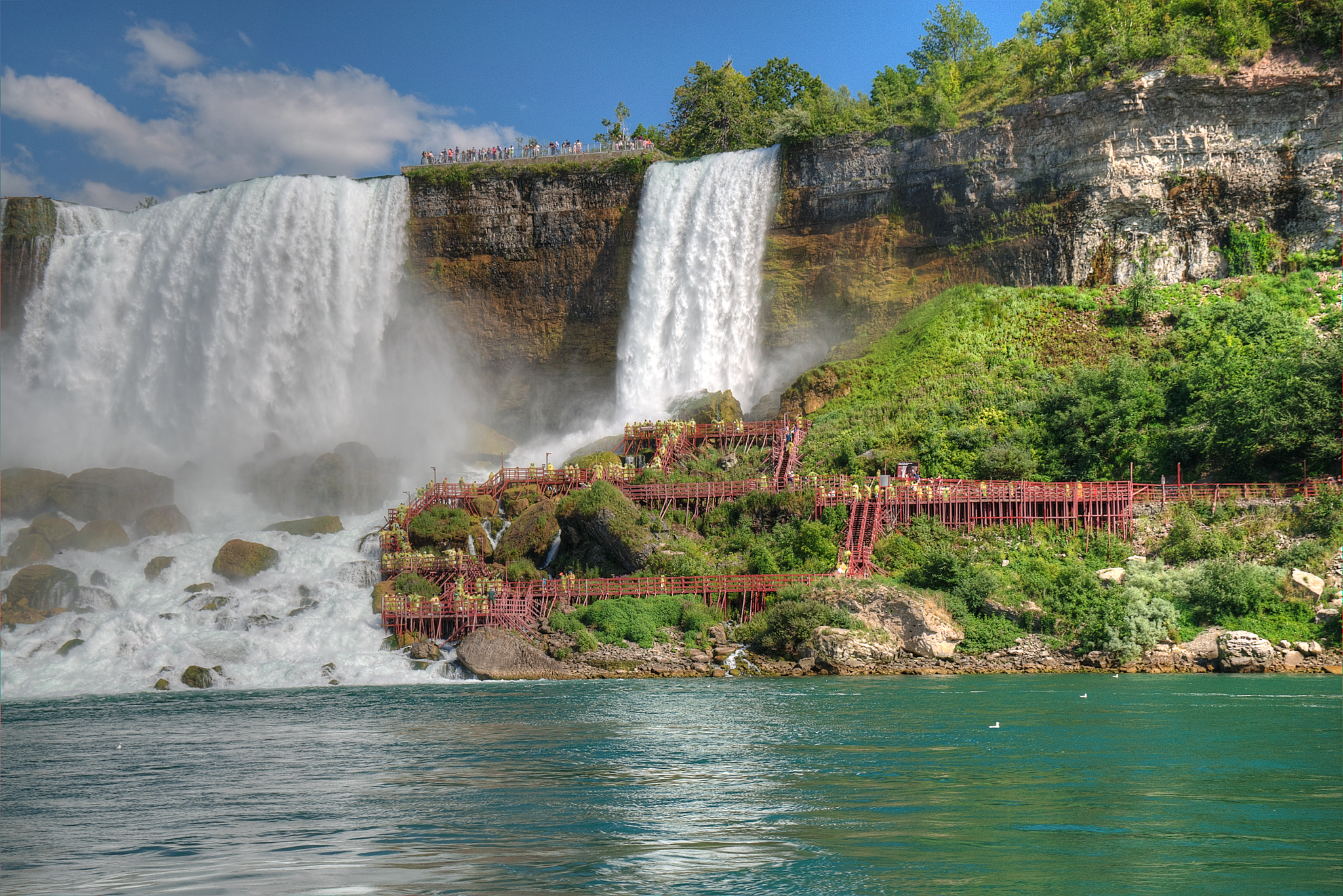
Современная «Пещера Ветров»

Вскоре после исчезновения пещеры на склонах каньона была оборудована тропа из дощатых настилов с перилами, ведущая к подножию водопада. В 1969—1973 годах этот маршрут был закрыт, поскольку специалисты, исследовавшие обрыв осушенного Американского водопада, посчитали, что этой части берега угрожает опасность очередного обвала. В настоящее время подмостки для аттракциона, наследовавшего оригинальное название «Пещеры Ветров», переустанавливают каждый год в середине мая и убирают в конце октября. На тропу, как и раньше, спускаются на лифте, находящемся на Козьем острове; посетителям выдают непромокаемые пончо-дождевики с капюшоном. Финальная площадка тропы, получившая название Hurricane Deck, находится перед водопадом «Фата», в 15 футах (4,5 м) от основного потока.